# Селенга
Селенга је највећа река у Монголији и главни извор воде северне Монголије. Настаје од два изворишна крака река Идер и Делгерморон. У њу се улива река Егин која извире у језеру Ковсгол. Након изласка из Монголије тече кроз руску савезну републику Бурјатију.
Улива се у Бајкалско језеро, и чини главни извор воде за најдубље слатководно језеро и највећи резервоар питке воде на свету. Из Бајкалског језера на северу истиче река Ангара која се улива у Јенисеј, а он се улива у Карско море. Селенга на тај начин чни део слива Карскога мора које је део већег Северног леденог океана.